# 米哈伊瓦里-福尔考什·维多利亚
米哈伊瓦里-福尔考什·维多利亚（匈牙利語：Mihályvári-Farkas Viktória，2003年11月26日—），匈牙利女子游泳运动员，2019年欧洲青年游泳锦标赛女子400米个人混合泳银牌得主和女子1500米自由泳铜牌得主、2025年世界游泳锦标赛混合团体6公里接力铜牌得主。